# Jaume Collet-Serra
Jaume Collet-Serra (tiếng Catalunya: [ˈʒawmə kuˈʎɛt ˈsɛrə], sinh ngày 23/3/1974) là đạo diễn, nhà sản xuất phim người Mỹ gốc Tây Ban Nha. Ông từng đạo diễn một số phim như House of Wax (2005), Orphan (2009) và The Shallows (2016), cũng như các phim có sự tham gia của Liam Neeson như Unknown (2011), Non-Stop (2014), Run All Night (2015) và The Commuter (2018). Collet-Serra cũng là đạo diễn của Jungle Cruise (2021) hay Black Adam (2022), dựa trên nhân vật truyện tranh cùng tên của DC.

## Thời thơ ấu
Collet-Serra sinh ra ở Sant Iscle de Vallalta, Catalonia, Tây Ban Nha. Năm 18 tuổi, ông chuyển tới sống tại Los Angeles, California và theo học trường Columbia College Hollywood, đồng thời làm biên tập phim. Sau khi tốt nghiệp năm 1996, ông bắt đầu đạo diễn các video âm nhạc và phim quảng cáo, trong đó có một số hãng như PlayStation, Budweiser và Verizon.

## Sự nghiệp
Năm 2005, Collet-Serra đạo diễn phim điện ảnh đầu tay, House of Wax, một bản làm lại của phim cùng tên từng ra mắt năm 1953. Phim có sự tham gia của Elisha Cuthbert, Chad Michael Murray và Paris Hilton. Phim thành công về mặt doanh thu dù nhận được đánh giá tiêu cực từ các nhà phê bình.

## Danh sách phim

### Điện ảnh
| Năm  | Tên                       | Đạo diễn | Nhà sản xuất |
| ---- | ------------------------- | -------- | ------------ |
| 2005 | House of Wax              | Có       | Không        |
| 2007 | Goal II: Living the Dream | Có       | Không        |
| 2009 | Orphan                    | Có       | Không        |
| 2011 | Unknown                   | Có       | Không        |
| 2014 | Non-Stop                  | Có       | Không        |
| 2015 | Run All Night             | Có       | Có           |
| 2016 | The Shallows              | Có       | Có           |
| 2018 | The Commuter              | Có       | Có           |
| 2021 | Jungle Cruise             | Có       | Không        |
| 2022 | Black Adam                | Có       | Không        |
| 2023 | Carry-On                  | Có       | Không        |